# Lusanger
Lusanger – miejscowość i gmina we Francji, w regionie Kraj Loary, w departamencie Loara Atlantycka.
Według danych na rok 2010 gminę zamieszkiwało 1019 osób, a gęstość zaludnienia wynosiła 28 osób/km².